# Gott sei gelobet und gebenedeiet

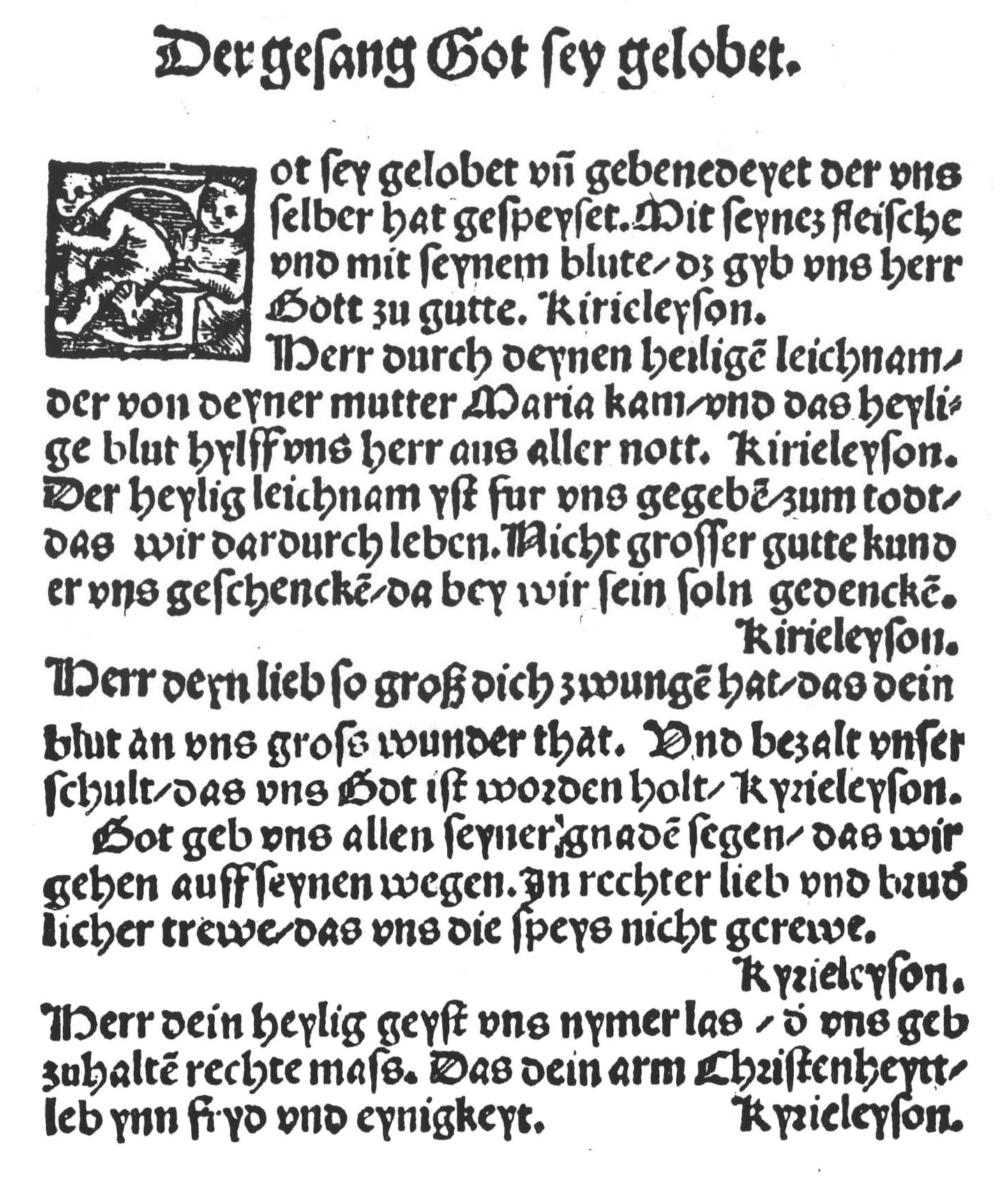
Gott sei gelobet im Erfurter Enchiridion (1524)

Gott sei gelobet und gebenedeiet ist ein Kirchenlied, das Martin Luther 1524 auf der Basis einer mittelalterlichen Leise dichtete. Es wird heute, in unterschiedlichen Textversionen, in evangelischen und katholischen Kirchen nach der Kommunion gesungen (EG 214, GL 215).

## Entstehung und Inhalt
Text- und Melodiegrundlage war eine Leise, also ein mit Kyrie eleison endender deutscher Kehrvers der Gemeinde, zur lateinischen Fronleichnamssequenz im achten Kirchenton. Sie war Luther in einem Wortlaut bekannt, dessen ältester Beleg sich in einem Prozessionale aus der Bibliothek des Franziskanerklosters Miltenberg (Mainz, Ende des 14. Jahrhunderts) findet:
God siy gelobbet und gebenedyet

der uns alle hait gespysset

mydt synem fleysch, undt synem blude,

das gibbe unß lieber herre got zu gude

das heylge sacramente

an unßerm lesten ende

uß des gewyten priesters hende.

Kyrie eleyson.
O herre dorc dynen heilgen fronlychnam,

der von dyner mutter marien quam,

und das heilige bludt

nu hilff unß herre uß aller unßir noydt.

Kyrie eleyson.
Die Betonung des Abendmahlsempfangs anstelle eines eucharistischen Opfers, zudem unter beiderlei Gestalt, machte die Strophe für Luther besonders brauchbar; er lobt sie ausdrücklich in seiner Schrift Von der Winkelmesse und Pfaffenweihe (1533). Jedoch tilgte er die Zeilen 5–7, in denen er ein Verständnis des Sakraments als automatisches Rettungsmittel nach einem Leben ohne persönlichen Glauben ausgedrückt sah.
Luther ergänzte die Vorlage um zwei eigene Strophen. Die erste formuliert die Anamnese des stellvertretenden Erlösungsleidens Jesu aus unüberbietbarer Liebe, das die Abendmahlsgaben vergegenwärtigen. Die zweite ist eine Bitte um die geistliche Wirkung des Abendmahlsempfangs für das Leben der einzelnen Christen und der Christenheit.

## Wirkungsgeschichte
Luthers Bearbeitung des Liedes erschien 1524 in mehreren reformatorischen Gesangbüchern und erlangte von dort weite Verbreitung bis ins 20. Jahrhundert. Als Reaktion nahm der Dominikaner und Halberstädter Weihbischof Michael Vehe 1537 in sein New Gesangbüchlin Geistlicher Lieder eine Version des Liedes auf, deren erste Strophe in Text und Melodie Luthers Fassung gleicht, ergänzt durch vier andere Strophen. Dieses Lied blieb bis ins 17. Jahrhundert bei katholischen Andachten in Gebrauch. Im 20. Jahrhundert entstand dann eine neue „katholische“ Version von Luthers Lied, die auch im aktuellen Gotteslob enthalten ist.

## Text

### Evangelisches Gesangbuch
1. Gott sei gelobet und gebenedeiet,

der uns selber hat gespeiset

mit seinem Fleische und mit seinem Blute;

das gib uns, Herr Gott, zugute.

Kyrieleison.

Herr, du nahmest menschlichen Leib an,

der von deiner Mutter Maria kam.

Durch dein Fleisch und dein Blut

hilf uns, Herr, aus aller Not.

Kyrieleison.

2. Der heilig Leib, der ist für uns gegeben

zum Tod, dass wir dadurch leben.

Nicht größre Güte konnte er uns schenken,

dabei wir sein solln gedenken.

Kyrieleison.

Herr, dein Lieb so groß dich zwungen hat,

dass dein Blut an uns groß Wunder tat

und bezahlt unsre Schuld,

dass uns Gott ist worden hold.

Kyrieleison.

3. Gott geb uns allen seiner Gnade Segen,

dass wir gehn auf seinen Wegen

in rechter Lieb und brüderlicher Treue,

dass uns die Speis nicht gereue.

Kyrieleison.

Herr, dein Heilig Geist uns nimmer lass,

der uns geb zu halten rechte Maß,

dass dein arm Christenheit

leb in Fried und Einigkeit.

Kyrieleison.

### Gotteslob
Im Gotteslob sind Strophe 1 und die erste Hälfte von Strophe 3 mit der EG-Fassung identisch. Die erste Hälfte von Strophe 2 lautet:
Dein heilger Leib ist in den Tod gegeben,

dass wir alle dadurch leben.

Nicht größre Güte konnte er uns schenken;

dabei wir solln sein gedenken.

Kyrieleison.
Die zweiten Hälften der Strophen 2 und 3 sind durch die zweite Hälfte von Strophe 1 ersetzt, die dadurch den Charakter eines Kehrverses bekommt. Dieselbe Fassung enthält das altkatholische Gesangbuch Eingestimmt (Nr. 295).

## Übersetzungen
Dänische Übersetzung „Gud wære loffuit oc benedidet…“ im dänischen Gesangbuch von Ludwig Dietz, Salmebog, 1536, Messe Lied Nr. 22; übernommen von Hans Tausen in En Ny Psalmebog, 1553 (dort auf Deutsch: „Gott sei belobet [!] und gebenedeit…“ nach Luther 1524 und ins Dänische übersetzt).
Eine norwegische Übersetzung (im älteren Bokmål) „Gud være lovet og benedidet, som os her har selv bespiset…“ steht mit 3 Strophen in Salmebog for Lutherske Kristne i Amerika, 1919, als Nr. 30 (übernommen aus dem norwegischen Gesangbuch von 1897), ergänzt von einer durch M. B. Landstad bearbeiteten Fassung „Gud være lovet og evig nu priset, som os her selv har bespiset…“ mit 3 Strophen als Nr. 30 (übernommen aus Magnus Brostrup Landstad, Kirkesalmebog, Kristiania [Oslo] 1870).